# Polyftalamidy

Obecný vzorec monomeru polyftalamidu

Polyftalamidy jsou termoplastové syntetické pryskyřice patřící mezi polyamidy, které v monomerních jednotkách obsahují 55 nebo více molárních procent karboxylové kyseliny, a to tereftalové a/nebo isoftalové. Nahrazení alifatických dvojsytných kyselin aromatickými zvyšuje teplotu tání a teplotu skelného přechodu polymeru, jeho chemickou odolnost a tuhost.
Polyftalamidy nahrazují kovy v místech, kde se vyžaduje odolnost vůči vysokým teplotám, jako jsou hnací ústrojí automobilů a v domácnostech vysokoteplotní elektrické konektory.

## Struktura
Diaminy použité u polyftalamidů jsou alifatické. Homopolymer PA6T taje při 371 °C, což jej činí příliš odolným. K výrobě využitelných polymerů je třeba snížit teplotu tání, buď použitím diaminu s delším řetězcem (9-12 atomy uhlíku), nebo kopolymerizací 6I.
Průmyslové využití mají tři kopolymery: PA 6T/66, PA 6T/DT a PA6T/6I (poslední z nich obsahuje kyselinu isoftalovou).

Opakující se jednotka TPA/hexamethylendiaminu (6T)

Opakující se jednotka TPA/methylpentandiaminu (DT)
Pokud je podíl kyseliny isoftalové na použitých kyselinách větší než 55 %, tak je vzniklý kopolymer amorfní.
Molární hmotnosti polyftalimidů získávaných polykondenzacemi se pohybují mezi 12 000 a 16 000 g/mol.

## Vlastnosti
Ve srovnání s alifatickými polyamidy mají polyftalamidy tyto vlastnosti:
- vyšší chemickou odolnost
- vyšší tuhost za vysokých teplot
- lepší odolnost vůči únavě materiálu
- stálejší tvar
- nižší citlivost na vlhkost

Teplota skelného přechodu se zvyšuje s rostoucím podílem kyseliny tereftalové.
Krystaličnost polymeru, zvyšující se s podílem kyseliny tereftalové, zlepšuje chemickou odolnost a mechanické vlastnosti v oblasti mezi teplotou skelného přechodu a teplotou tání.
Podobně jako alifatické polyamidy mohou být i polyftalamidy vyztuženy materiály, jako jsou sklolaminát a/nebo stabilizátory.
Lze vytvořit polymery s určitými danými vlastnostmi, například pryskyřice, které se navazují na elastomery, jež mohou přijít do přímého styku s pitnou vodou a s potravinami.

### Směsi polyftalamidů
Přidáním alifatických monomerů do polyftalamidů se sníží teploty tání a skelného přechodu, takovéto smíšené polymery jsou poté snadněji zpracovatelné.
Přestože byly smíšené polymery obsahující polyamidové a polyalkenové skupiny zkoumány podrobně, tak o polymerech obsahujících ftalamidové a alkenové monomery není známo mnoho. Polyftalamidové/polyamidové/polyalkenové směsi vykazují vyváženou vodivost, mechanickou odolnost, tuhost a tepelnou odolnost, což naznačuje jejich možné praktické využití.

## Použití
Polyftalamidové pryskyřice mohou být zpracovány litím a z nich vyrobené předměty mít řadu různých využití. V automobilovém průmyslu například jako materiály na potrubí pro palivo a chladicí kapaliny, v termostatech, chladičích vzduchu a LED světlech. Polyftalimidy se také používají na USB-C konektory a jako elektrické izolanty. Dalšími možnostmi využití polyftalimidových pryskyřic jsou potrubí v ropném průmyslu, kde se uplatňuje jejich odolnost proti vysokým tlakům. V lékařství mohou být materiály na katetry.

## Recyklování
Polyftalamidy jsou, jako řada jiných termoplastů, teoreticky plně recyklovatelné roztavením a, jako kondenzační polymery, i depolymerizací. Recyklace je náročná na logistiku a čištění a zpracování není vždy méně nákladné než původní polymer. Polyftalamidové odpady lze také spálit.